# Harold Rayner
Harold Rayner (27 de julho de 1888 – 8 de dezembro de 1954) foi um esgrimista norte-americano, que participou dos Jogos Olímpicos de Verão de 1920, sob a bandeira dos Estados Unidos.